# Mai Nakahara
Mai Nakahara (jap. 中原 麻衣, Nakahara Mai; * 23. Februar 1981 in Kitakyūshū, Präfektur Fukuoka, Japan) ist eine japanische Synchronsprecherin und Sängerin. Bekannt wurde sie durch die Synchronisation zahlreicher Animes.

## Leben
Ihre Ausbildung zur Synchronsprecherin machte sie an der Nihon Narration Engi Kenkyūjo. Danach wurde sie von der Agentur I’m Enterprise unter Vertrag genommen.

## Rollen (Auswahl)

### Anime
| - 2002: Wagamama Fairy Mirumo de Pon! (Kaede Minami) - 2003: .hack//Legend Of The Twilight (Rena Kunisaki) - 2003: Hikari to Mizu no Daphne (Maia Mizuki) - 2003: Shinkon Gattai Godannar!! (Anna Aoi/Anna Saruwatari) - 2003: Kaleido Star (May Wong) - 2003: Maburaho (Chihaya Yamase) - 2003: Onegai Twins (Miina Miyafuji) - 2003: Popotan (Asuka) - 2004: Midori no Hibi (Midori Kasugano) - 2004: My-HiME (Mai Tokiha) - 2005: Boku wa Imōto ni Koi o Suru: Secret Sweethearts – Kono Koi wa Himitsu (Iku) - 2005: Mai-Otome (Mai Tokiha) - 2006: Higurashi no Naku Koro ni (Rena Ryugū) - 2006: Kage Kara Mamoru! (Yuna Konnyaku) - 2006: Strawberry Panic (Nagisa Aoi) - 2007: Clannad (Nagisa Furukawa) - 2007: Higurashi no Naku Koro ni Kai (Rena Ryugū) | - 2007: Kamichama Karin (Karin Hanazono) - 2007: Mahō Shōjo Lyrical Nanoha StrikerS (Teana Lanster) - 2007: sola (Aono Morimiya) - 2008: Clannad After Story (Nagisa Furukawa) - 2008: PERSONA -trinity soul- (Kanaru Morimoto) - 2008: Vampire Knight (Maria Kurenai) - 2009: Chrome Shelled Regios (Felli Loss) - 2009: Higurashi no Naku Koro ni Rei (Rena Ryugū) - 2009: Taishō Yakyū Musume. (Akiko Ogasawara) - 2010: Fairy Tail (Juvia Lockser) - 2010: Otome Yōkai Zakuro (Zakuro) - 2014: Gekkan Shōjo Nozaki-kun (Yū Kashima) - 2014: Fairy Tail (Juvia Lockser) - 2014: Mahōka Kōkō no Rettōsei (Suzune Ichihara) - 2015: Yahari Ore no Seishun Love Come wa Machigatteiru. (Haruno Yukinoshita) - 2015: Yamada-kun & the 7 Witches (Karen Kimishima) - 2016: Danganronpa 3 (Chisa Yukizome) - 2024: The Magical Girl and The Evil Lieutenant Used to Be Archenemies (Byakuya Mimori) |

### Computerspiele
| - Higurashi no Naku Koro ni (Rena Ryugū) - Clannad (Nagisa Furukawa) - La Pyuseru Hikari no Seijo Densetsu (Prier) | - Tales of Vesperia (Estellise) - Yggdra Union: We'll Never Fight Alone (Yggdra) |

## Diskografie

### Alben
- 2004: Homework
- 2005: Mini Theater
- 2006: Fantasia
- 2008: Metronome Egg
- 2010: Suisei Script

### Singles
- 2004: Romance
- 2005: Etude
- 2006: Futaribocchi / Monochrome
- 2007: ANEMONE / Sazanami no Koe
- 2009: Sweet Madrigal
- 2010: my starry boy
- 2012: Photo Kano Character Song vol.2 Aki Muroto